# Jucás
Jucás is een gemeente in de Braziliaanse deelstaat Ceará. De gemeente telt 23.738 inwoners (schatting 2009).
De gemeente grenst aan Acopiara, Cariús, Iguatu, Saboeiro en Tarrafas.